# Lathyrus vinealis
Lathyrus vinealis är en ärtväxtart som beskrevs av Pierre Edmond Boissier och Friedrich Wilhelm Noë. Lathyrus vinealis ingår i släktet vialer, och familjen ärtväxter. Inga underarter finns listade i Catalogue of Life.